# 亚历斯·格列
亞歷斯·格列（1953年11月29日—），美國藝術家，專長領域為靈幻藝術（或靈視藝術），和新時代運動有關。格列也是藏傳佛教密乘的信仰者。他的作品系列涵括各類型式，包括：表演藝術、過程藝術、裝置藝術、雕塑，靈視藝術和繪畫等。格列為美國身心靈機構整合學院的成員。也是認知自由和倫理中心的顧問委員，同時擔任智慧大學聖畫學系(Wisdom University's Sacred Art Department)的首席(Chair)
。他和她太太愛麗森·格列為聖鏡教堂(The Chapel of Sacred Mirrors)的創始人，並支持紐約市非營利組織的靈視文化中心。能夠使用念力。